# Alan Díaz
Alan Díaz (Nueva York, 15 de mayo de 1947-3 de julio de 2018) fue un fotógrafo estadounidense que ganó el premio Pulitzer, en la categoría de «Fotografías de Noticias de Última Hora», en 2001 por su fotografía de Elián González, un niño cubano que se mostraba atemorizado ante la llegada de los agentes de fronteras.

## Biografía
Nacido y criado en Nueva York, Díaz se trasladó a Cuba con su familia en 1964. Allí, se convirtió en profesor y estudió fotografía con el cubano Korda —Alberto Díaz Gutiérrez—.
En 1978 se trasladó a Miami, donde ejerció de fotógrafo y profesor de inglés. Se unió a la Associated Press como fotógrafo freelance en 1994 y pasó a formar parte de la plantilla en el año 2000.
La directora ejecutiva de la agencia dijo de él: 
«Capturó en sus icónicas fotografías algunos de los momentos más importantes de nuestra generación: la amarga y violenta lucha por el destino del pequeño niño cubano llamado Elián González».
Dejó AP en diciembre de 2017 y falleció a los 71 años.